# Cerkiew św. Michała Archanioła w Michałowie
Cerkiew pod wezwaniem św. Michała Archanioła – prawosławna cerkiew parafialna w Michałowie. Należy do dekanatu Lubin diecezji wrocławsko-szczecińskiej Polskiego Autokefalicznego Kościoła Prawosławnego.
Cerkiew znajduje się w Michałowie w województwie dolnośląskim, powiecie polkowickim, gminie Chocianów. Jest to nowa świątynia wybudowana w latach 1987–1989 w stylu łemkowskim, konsekrowana 6 sierpnia 1989. Posiada jedną dużą kopułę i dwie mniejsze. Wewnątrz mieści się współczesny ikonostas.

## Galeria

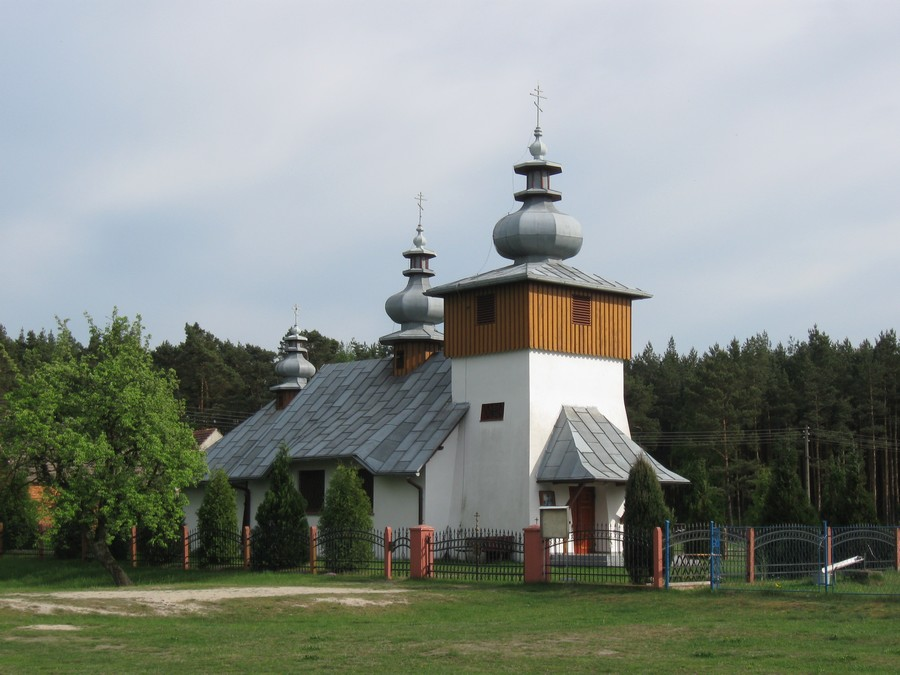
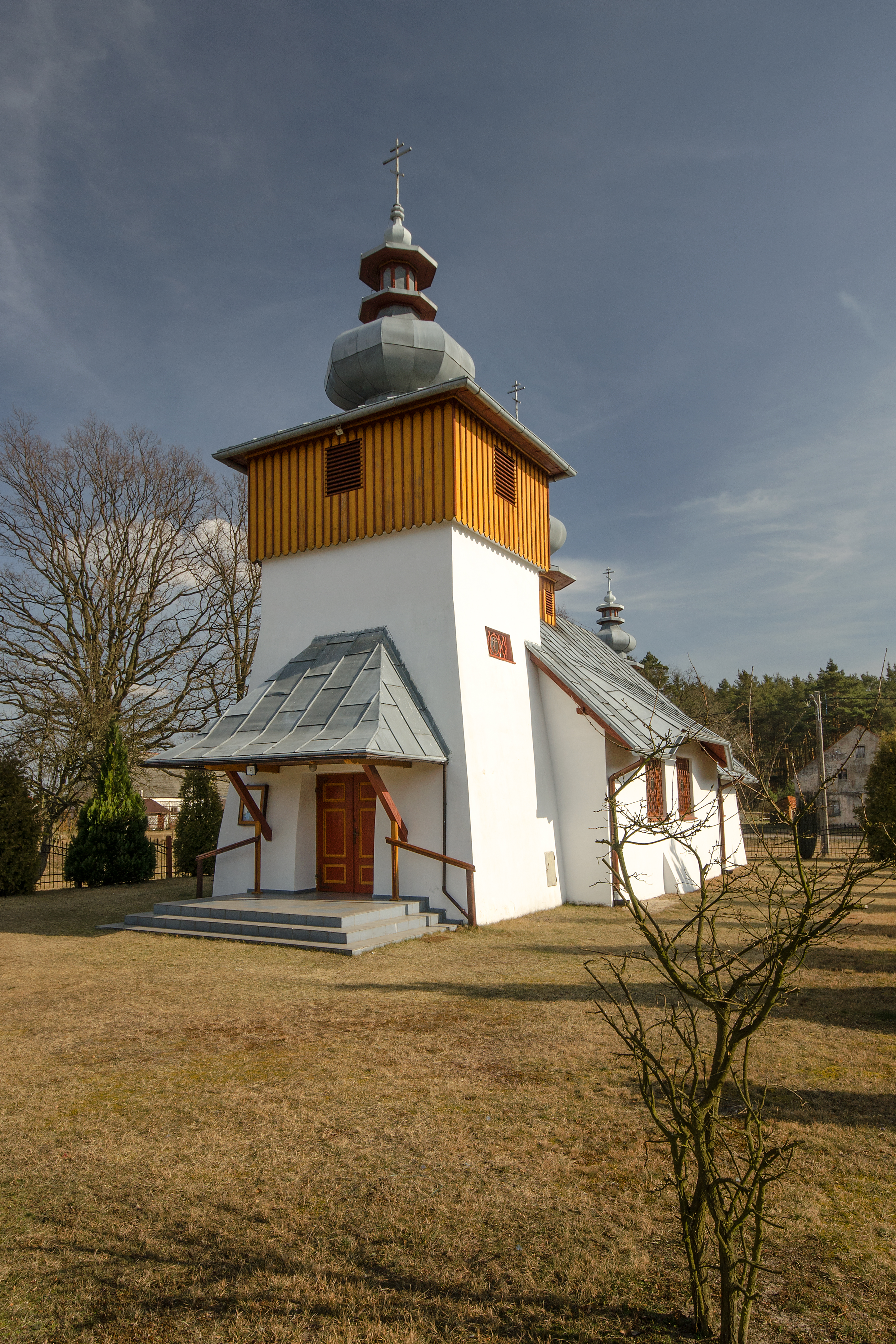